# Спешилов Владислав Віталійович

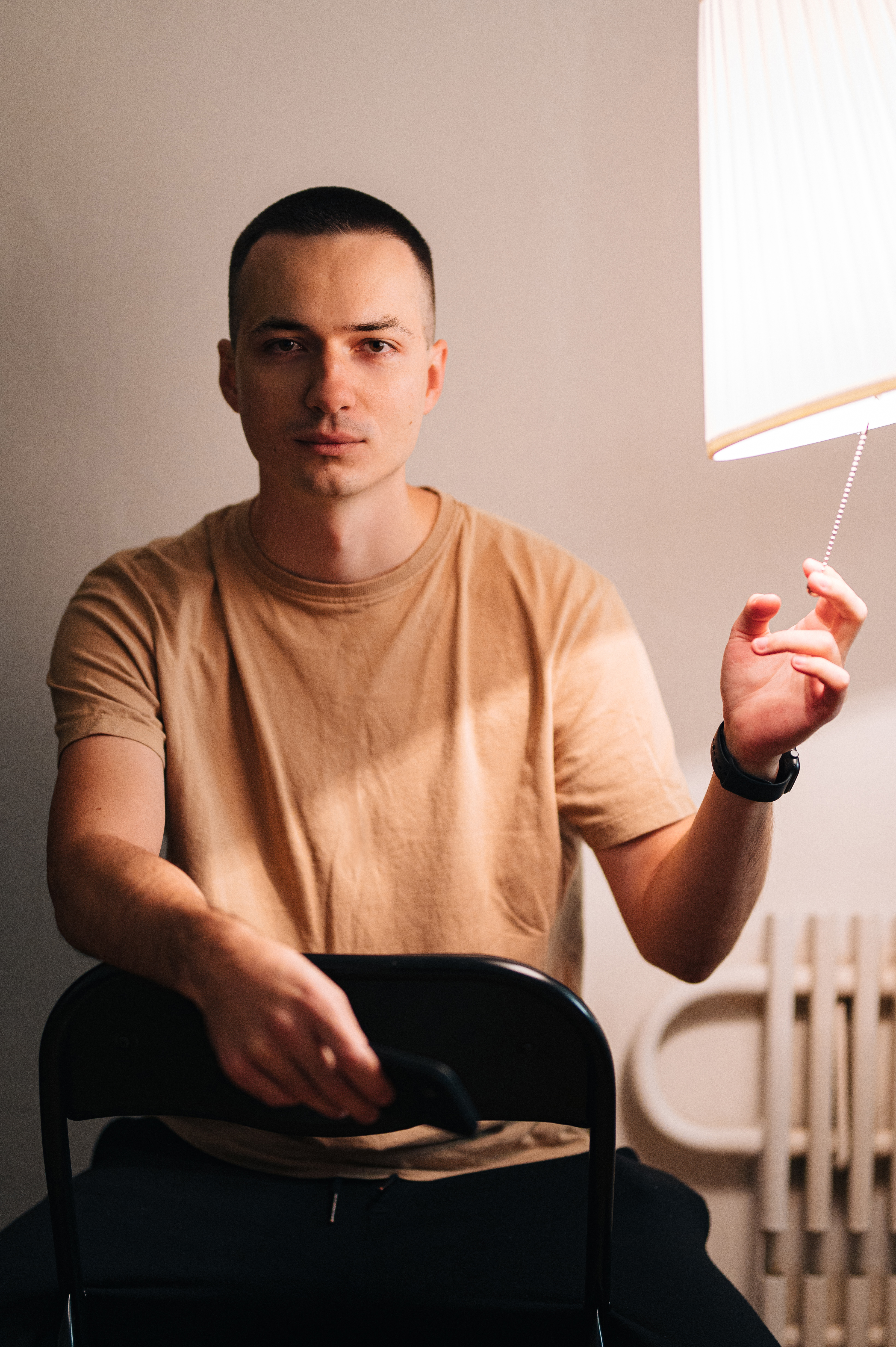
Жовтень 2022 року, у період роботи над книгою «04:35 Чернігів».

Спешилов Владислав Віталійович (Vladyslav Speshylov) (18 червня 1991 року, м. Чернігів) — український фотограф, автор фотокниги «04:35 Чернігів», присвяченої мешканцям Чернігова, які допомагали чинити спротив російським окупаційним військам під час блокади міста в лютому-березні 2022 року.

## Життєпис
Народився 18 червня 1991 року в місті Чернігів.
З 2010 по 2014 роки працював графічним дизайнером та артдиректором одного з місцевих клубів.
У 2014 році розпочав кар'єру як фотограф. У лютому того ж року створив свою першу фотовиставку «Євромайдан: шлях України», присвячену подіям Революції Гідності у м. Києві. У травні 2022 році заснував фотопроєкт «04:35 Чернігів», присвячений мешканцям Чернігова, які допомагали чинити спротив під час блокади міста російськими військами у лютому-березні 2022 року. У 2024 році видав фотокнигу «04:35 Чернігів», кошти з продажу якої були спрямовані на потреби Збройних сил України.
У 2024 році розпочав роботу над новим фотопроєктом — книгою «Українці». До книги увійдуть історії та портрети людей, які роблять вагомий внесок у наближення перемоги України: військових, медиків, рятувальників, волонтерів, митців, підприємців та інших.